# Geografia da Guiné Equatorial
A República da Guiné Equatorial situa-se no oeste da África central. A ilha de Bioko dista cerca de 40 quilómetros dos Camarões. A ilha de Ano Bom fica cerca de 595 quilómetros a sudoeste de Bioko. A região continental de Rio Muni, de maior área, fica entre o Gabão e os Camarões e inclui as ilhas de Corisco, Elobey Grande, Elobey Pequeno e ilhotas adjacentes.